# محافظة روكا بريورا

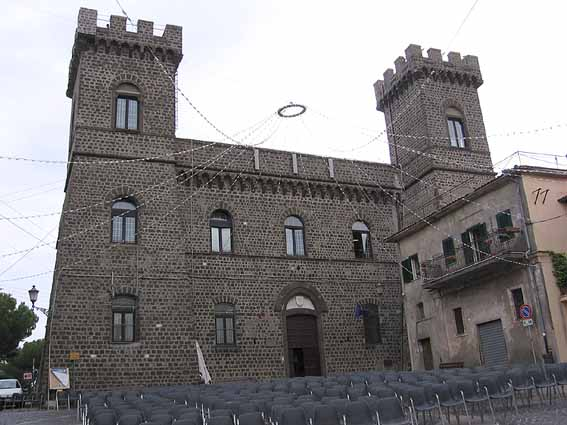
قلعة روكا بريورا.

روكا بريورا هي قرية صغيرة و محافظة في مدينة العاصمة روما ، لاتسيو ، إيطاليا . وهي واحدة من القلاع الرومانية الواقعة على تلال البان حوالي 25 كيلومتر (16 ميل) جنوب شرق روما ، وتقع في المتنزه الإقليمي المعروف باسم "Parco Regionale dei Castelli Romani".

## تاريخ
احتلت روكا بريورا منطقة بلدة كوربيوم اللاتينية القديمة. وحدثت عدة معارك ، ووصفها المؤرخون القدماء ، خاضتها شعوب مائلة.
وبعد تدمير توسكولوم عام 1191 ، ازداد عدد السكان. وفي القرن الرابع عشر ، وبرزت عائلة سافيلي في المنطقة ، بعد أن أيد البابا سيكستوس الخامس روكا بريورا باعتبارها ملكية خاصة لهم. وسيطروا على المدينة وقلعتها حتى القرن السابع عشر ، باستثناء فترتين قصيرتين في 1436 – 47 وفي أوائل القرن السادس عشر ، عندما انتقلت إلى سيزار بورجيا . وبحسب بعض المصادر ، دُمرت المدينة من قبل قوات رينزو دا سيري أثناء الصراع بين البابا كليمنت السابع وكولونا ، والقوات الإمبراطورية في أعقاب احتلال روما (1527) .
وبعد فترة من الحكم البابوي المباشر ، تم بيعها جزئيًا لعائلة Rospigliosi ، التي امتلكتها حتى عام 1870 ، ومن ثم أصبحت المحافظة كجزء من مملكة إيطاليا المتّحده حديثًا.

## مدن مشابهه
- Sohland an der Spree، Germany

## مشاهير
- جريجوريوس مالتزيف ، رسام (1881–1953)
- ماركو أميليا ، لاعب كرة قدم (1982)